# Alba Cardalda
Alba Cardalda   (Barcelona, 1989) és una psicòloga clínica i neurocientífica catalana experta en comunicació assertiva.

## Obra publicada
- Com engegar a la merda de manera educada.  Rosa dels vents, 2025. ISBN 9788419756770.[3]